# 오슈 후지와라씨

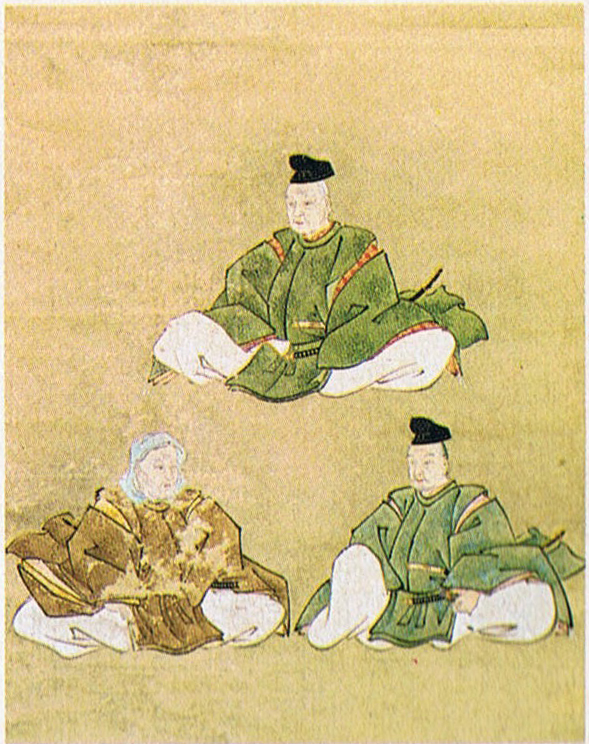
히라 3대

오슈 후지와라 씨(일본어: 奧州藤原氏)는 전9년의 역과 후3년의 역이 끝난 간지(寬治) 원년(1087년)부터 미나모토노 요리토모(源賴朝)에게 멸망당하는 분지(文治) 5년(1189년)까지 무쓰(陸奧) 히라이즈미(平泉)를 중심으로 데와(出羽)를 포함한 도호쿠(東北) 일대에서 세력을 떨쳤던 일족으로, 다이라노 마사카도(平將門)의 난을 진압한 무사 후지와라노 히데사토(藤原秀鄕)의 자손을 칭한 호족이다.

## 역사

### 출자
오슈 후지와라 씨의 원조(遠祖)라 전하는 후지와라노 요리토(藤原賴遠)는 여러 계도에 따르면 "太郞太夫下總國住人"라 전하고 있다. 그가 시모우사에서 무쓰로 이주한 경위는 잘 알려져 있지 않다. 그러나 그의 부친이라는 후지와라노 마사요리(藤原正賴)가 종5위하였던 것과 비교해 무관이었던 요리토가 다이라노 다다쓰네(平忠常)의 난(1028년)에서 다다쓰네측에 가담했다가 연좌되어 변경인 무쓰로 좌천, 다가노 고쿠후(多賀國府)의 관리가 된 것으로 추정된다.
요리토의 아들인 쓰네키요(經淸)에 이르러, 와타리(亘理) 지방에 장원을 경영하며 와타리노 곤노다이후(亘理權大夫)라 불리는 등 세력을 키웠다. 또 쓰네키요는 무쓰의 오쿠(奧) 6군을 쥐고 흔들던 호족 아베노 요리토키(安倍賴時)의 딸에게 장가들어 연척 관계를 형성, 아베 씨 집안의 남방을 진정시켰다. 조큐(長久) 원년(1040년)부터 코우다의 추천으로 몇 년 동안 슈리다이후(修理大夫)로서 교토에 머무르다가 후지와라노 나리토(藤原登任)의 무쓰노카미 부임길에 동행해 무쓰로 귀성했다는 설도 있다.
오슈 후지와라 씨가 실제로 교토의 후지와라 씨 집안과 혈연이 있는지 여부에 대해서는 일본 학계에서 오랜 세월 의문시되어 왔지만, 근년의 연구에서는 후지와라노 쓰네키요가 에이쇼(永承) 2년(1047년)에 작성된 후지와라 씨를 쓰며 5위 이상의 위계를 지닌 사람들의 교명을 적은 《죠고후쿠지키》(造興福寺記)에 쓰네키요의 이름이 등장하고 있고, 여기서 같은 시기에 무쓰에 살면서 후에 곤노카미(權守)가 된 후지와라노 도키사다(藤原說貞)와 동격으로 취급되는 것을 들어, 실제 유전적으로도 후지와라 일족과 혈연이 있었는가의 여부를 떠나 당시 후지와라 씨의 대종이라고 할 수 있는 후지와라 셋칸케(攝官家)로부터 후지와라 일족의 반열에 함께할 수 있는 사람으로 인정받았던 것만은 분명하다고 한다. 또 확실한 사료가 없기는 하지만 와타리 군의 유력자로서 5위 대접을 받으며 무쓰의 재청관인으로서 곤노카미 후보에도 올랐을 가능성은 높다고 여겨진다.

### 오슈 후지와라 씨 등장 전사(前史)
일본의 도호쿠 지방은 야요이 시대 이후에도 속(續)조몬 문화나 사쓰몬(擦文) 문화에 속하는 사람들이 홋카이도에서 남하해 정착하는 등, 간토 이남과는 다른 역사 발전을 이어왔다. 중앙 정권의 지배력도 간토 이남만큼 강하지는 않아서 율령국가 수립 이후 조정에서 설치한 무쓰와 데와 두 쿠니 안에서 '부수'로 불리던 에미시(蝦夷) 계통의 사람들과 간토 이남에서 이주해 온 사람들이 뒤섞여 살고 있었다.
11세기 중반, 무쓰에는 아베 씨(安倍氏, 오슈 아베 씨), 데와에는 기요하라 씨(淸原氏)라는 강력한 호족이 등장했다. 모두 부수, 즉 도호쿠 지방 원주민 계통의 호족이었다. 이 중 오슈 아베 씨가 무쓰 국의 고쿠시와 싸움을 벌였고, 이에 가와치 겐지(河內源氏)의 미나모토노 요리요시(源頼義)가 개입해 12년에 걸쳐 오슈 아베 씨와 맞서 싸웠다.(전9년의 역) 이때 쓰네키요는 무쓰의 재청관인으로서 무쓰노카미 미나모토노 요리요시의 휘하였지만 요리요시를 등지고 8백 기(騎)의 군세를 거느리고 아베 씨에 가담하였다. 전쟁은 초반부터 중반까지 오슈 아베 씨가 우세했지만, 마지막에 데와 기요하라 씨를 아군으로 끌어들이는데 성공한 요리요시에 의해 오슈 아베씨가 멸망당하는 것으로 막을 내렸다.
전9년의 역 전반기 동안 오슈 아베 씨 당주였던 요리토키와 아들 사다토(貞任)는 각각 덴기(天喜) 5년(1057년)과 고헤이(康平) 5년(1062년)에 전사하고, 쓰네키요도 오슈 아베 씨 멸망 뒤 붙잡혀 요리요시에게 참수되었다. 그러나 요리토키의 혈통은 쓰네키요에게 시집갔던 그의 딸, 그리고 그 딸이 쓰네키요와의 사이에서 얻은 아들 기요히라(淸衡)에게로 이어졌다. 쓰네키요가 죽은 뒤, 그의 아내 즉 요리토키의 딸은 요리요시의 세 배나 되는 병력을 이끌고 참전했던 전승 주인공인 기요하라노 다케노리(淸原武則)의 맏아들 다케사다(武貞)에게 재취했고, 그녀가 데리고 있던 쓰네키요의 아들(즉 요리토키의 외손자)도 다케사다의 양자가 되어 자라서는 기요하라노 기요히라라 자칭했다.
에이호(永保) 3년(1083년), 기요하라 씨 집안의 총령 자리를 이어받은 기요하라노 사네히라(淸原眞衡, 다케사다의 친아들)와 기요히라, 그리고 기요히라와 아버지가 다른 또 한 명의 남동생 이에히라(家衡)와의 사이에 내분이 발생한다. 이 내분에 당시 무쓰노카미로서 미나모토노 요리요시의 적자인 미나모토노 요시이에(源義家)가 개입, 사네히라의 죽음으로 기요하라 씨 집안의 내분도 잠잠해졌다. 그런데 요시이에의 중재로 기요하라 씨의 영지였던 오쿠 6군이 기요히라와 이에히라에게 각각 3군씩 나뉘어 계승되자, 이에 불만을 품은 이에히라는 기요히라의 저택을 습격해 불을 지르고 그의 식솔들을 모두 죽여버린다. 가까스로 살아남은 기요히라가 요시이에에게 도망쳐 도움을 청하면서, 요시이에는 다시 이 싸움에 개입해 기요히라와 힘을 합쳐 이에히라를 토벌했다. 이 일련의 싸움을 후3년의 역이라고 한다.
사네히라에 이에히라까지 죽은 뒤, 데와의 기요하라 씨 집안 소유의 영지는 기요히라가 이어받게 되었다. 기요히라는 친아버지 쓰네키요의 성이었던 후지와라를 다시 자칭하면서 후지와라노 기요히라(藤原淸衡)가 되었다. 이것이 오슈 후지와라 씨의 시작이다.

### 오슈 후지와라 씨 지배의 성립
무쓰와 데와에 걸치는 넓은 영지와 힘을 장악한 뒤에도 기요히라는 조정이나 후지와라 셋칸케에 사금이나 말 등의 헌상품이나 공물을 빠뜨리지 않았다. 때문에 조정은 오슈 후지와라 씨를 신뢰하면서 그들의 사실상의 오슈 지배를 용인했다. 그 직후에 조정 내부에서 벌어진 겐지와 헤이시 사이의 정쟁 때문에 멀리 떨어진 오슈까지 신경쓸 겨를이 없었던 사정도 있었지만, 더 큰 이유는 기요히라가 당시 중앙정부의 지방 지배 원리에 맞춰 오슈를 지배했던 데에 있었다고 여겨진다. 오슈 후지와라 씨는 중앙에서 오는 고쿠시(國司)를 거절하지 않고 받아들였고 오슈 제일의 유력자로서 그에 협력한다는, 실권은 유지하되 기존의 권위는 인정한다는 자세를 끝까지 무너뜨리지 않았다. 때문에 오슈는 조정에 있어 정쟁과는 별다른 관련이 없는 지대가 되었고, 오슈 후지와라 씨는 '오슈 17만 기(騎)'라는 말로 대표되는 강대한 무력과 정치적 중립성을 배경으로 겐페이 전쟁으로 어수선한 와중에도 평온을 유지하며 독자적인 정권과 문화를 확립해 나갈 수 있었다.
또한 기요히라의 아들인 모토히라(基衡)는 도바인(鳥羽院)의 측근 신하로서 무쓰노카미가 되어 낙향한 후지와라노 모토나리(藤原基成)와 친교를 맺어, 그의 딸을 아들 히데히라(秀衡)의 아내로 맞이하게 하여 인세이(院政)에도 영향을 미쳤다. 그 뒤 고쿠시로 내려온 이들 대부분이 모토히라의 근친자로서, 모토나리와 모토히라의 입김이 작용했을 것으로 보인다.
기요히라는 무쓰 압령사(陸奧押領使), 그의 아들 모토히라는 오쿠6군압령사(奧六郡押領使)에 데와압령사(出羽押領使)를 겸했고, 모토히라의 아들인 히데히라는 진주후쇼군(鎭守府將軍)에, 히데히라의 아들 야스히라(泰衡)는 데와·무쓰 압령사(出羽陸奧押領使) 직을 조정으로부터 임명받았다. 압령사를 세습함으로써 오슈 후지와라 씨 당주들에게는 현지의 군사 지휘권을 공적으로 행사하는 것이 인정되었고, 그것은 오슈 후지와라씨의 지배 원리의 '힘'을 실어주었다. 또한 오슈에 있던 셋칸케 소유의 장원에 대해서도 오슈 후지와라 씨가 그 관리를 맡아보았다. 실제 오슈 후지와라 씨가 멸망한 뒤, 오슈 후지와라 씨의 거점이었던 히라이즈미에는 무쓰·데와의 성장(省帳), 전문(田文) 같은 행정 문서의 사본이 다수 있었다고 한다. 이러한 문서들은 원래는 관아에나 있어야 할 것들로, 히라이즈미가 관아에 준하는 행정 도시이기도 했던 점에 기인하고 있다. 그 정권의 기반은 당시 오슈에서 풍부하게 산출되던 사금과 그를 기반으로 한 북방 무역으로, 송(宋)이나 연해주 등지와도 독자적인 교역을 실시하고 있었던 것으로 보인다. 유명한 마르코 폴로의 《동방견문록》에 등장하는 '황금의 나라 지팡구'의 이미지는 오슈 후지와라 씨(후에는 안도 씨)에 의한 도사미나토(十三湊) 중심의 대륙무역에서 비롯되어 퍼지게 되었다고 보는 연구자도 있다.
한편으로 오슈 후지와라 씨가 멸망한 뒤에도 데와에는 고케닌으로서 가마쿠라 막부로부터 기존의 재지 지배를 허락받은 호족이 많은 것에서, 오슈 후지와라 씨의 재지영주에 대한 게닌(家人)화가 진행된 무쓰와는 대조적으로 데와에서는 그저 압령사로서 군사 지휘권을 갖는 데에 그쳤던 점을 지적하는 견해도 있다. 특히 데와 북부에는 장원이 존재하지 않고 공령제 일색의 세계였으므로, 데와에서 오슈 후지와라 씨의 지배가 과연 어느 정도까지 미쳤는가에 대해 의문을 제기하기도 한다.

### 히라이즈미 문화
조지(長治) 2년(1105년)에 기요히라는 본거지 히라이즈미에 사이쇼인(最初院, 후의 주손지)을 건립했다. 에이큐(永久) 5년(1117년)에 모토히라는 모쓰지(毛越寺)를 재흥시켰고, 그 뒤로도 모토히라의 축조는 이어져 그 장대한 가람과 정원의 규모는 교토의 그것을 훨씬 능가할 정도였다.
덴지(天治) 원년(1124년)에 기요히라에 의해 주손지의 곤지키도(金色堂)가 건립되었다. 지붕이며 안의 벽과 기둥까지 모든 것에 금박과 나전을 입힌 이곳은 오늘날 오슈 후지와라 씨의 권력과 재력의 상징으로 알려져 있다. 이후 오슈 후지와라 씨는 기요히라에서 모토히라, 히데히라, 야스히라에 이르기까지 4대 100여 년에 걸쳐 번영을 누렸다. 히라이즈미는 수도 헤이안쿄(교토)에 이어 당시 일본 제2의 도시로, 전란이 계속되던 교토와 달리 발전을 계속해 나갔다. 이 히라이즈미 문화는 현대 일본에서 오사카 상공회의소 회장의 발언을 비롯해 일본 국회에서도 ‘도호쿠 지방 문화의’ 상징으로 자주 거론된다.

### 몰락
헤이지의 난에서 패하고 살해된 미나모토노 요시토모(源義朝)의 아들 요시쓰네(義經)가 오슈로 도망쳐 왔을 때, 당주 히데히라는 헤이케의 위협에도 굴하지 않고 그를 숨겨주어 내놓지 않았다. 분지 원년(1185년)에 그가 형 요리토모(賴朝)에게 쫓겨 다시 오슈로 숨어들었을 때에도, 히데히라는 그를 받아주었다. 여러 차례 히데히라는 요리토모로부터 요시쓰네를 내놓으라는 요구를 거절했지만, 히데히라가 죽은 뒤 당주가 된 아들 야스히라는 요리토모의 요구에 굴하여 분지 5년(1189년) 윤4월에 요시쓰네를 자살로 몰아넣어, 그의 목을 요리토모에게 인도함으로써 요리토모와의 평화를 꾀했다. 그러나 간토의 배후에 독자적인 정권이 있는 것을 두려워한 미나모토노 요리토모는 동년 7월, 수차례에 걸친 송환요구도 듣지 않고 요시쓰네를 오랫동안 숨겨두고 있었던 것을 트집잡아 오슈로 출병했다. 도망친 야스히라는 니에 요새(贄柵), 지금의 일본 아키타현(秋田縣) 오다테시(大館市)에서 가신에게 배신당해 살해당하고, 오슈 후지와라 씨는 멸망했다.
헤이케의 멸망으로 겐지의 세력이 강성해진 것과 오슈에 깊이 연관되어 있던 요시쓰네가 요리토모와 대립한 일 등은 오슈 후지와라 씨가 중립을 유지할 수 없게 해 멸망에 이르게 한 원인이었다.

## 일족
기요히라의 넷째 아들 와타리노곤노주로(亘理權十郞) 후지와라노 기요쓰나(藤原淸綱)는 당초 와타리군의 나카지마노타테(中嶋館)에 성을 쌓고 살다가 히라이즈미로 옮겼는데, 그 아이 대에 이르러 시와(紫波) 군 히즈메(樋爪)에 주거지를 정하고 히즈메 씨(樋爪氏)를 자칭하여 타로 도시히라(太郞俊衡)라 칭했다. 히라이즈미가 함락된 뒤 히즈메 씨는 저택에 불을 지르고 지하로 숨었지만, 당주 히즈메 도시히라 등은 요리토모의 진에 출두해 항복했다. 요리토모의 심문에 《법화경》(法華經)을 외면서 한 마디 말도 하지 않고 목숨을 내놓았으므로, 올곧은 자세에 또한 그가 노령임을 감안한 요리토모는 히즈메 씨의 영지를 보전해주었다. 그러나 그 후 역사의 정식 무대로부터 히즈메 씨는 사라졌다. 도시히라의 아들이나 남동생도 사가미(相模) 바깥으로 유배되었다. 히데히라의 넷째 아들 다카히라(高衡)도 투항한 뒤 사가미에 유배되어 히즈메 일족과 행동을 함께 했다.
한편, 와타리노곤노다이후 쓰네키요 이래 대대로 영지였던 와타리 향(曰理鄕, 와타리 군)도 와타리노곤노주로 기요쓰나의 몰락과 함께 요리토모의 막료인 지바 다네모리의 지배하에 놓이게 되었다. 기요쓰나의 딸 오토카즈코히메(乙和子姬)는 노부오쇼오지(信夫莊司) 사토 모토하루(佐藤基治)에게 시집가서 사토 쓰구노부(佐藤繼信) · 다다노부(忠信) 형제를 낳았고, 노부오 군 오오토리 성(大鳥城)에 살았다. 아들 형제는 요시쓰네의 가신으로서 활약했으며, 훗날 전국 사토 씨의 유래의 하나가 되었다.
후지와라노 히데히라의 남동생 히데히사(秀榮)는 분가하여 도사미나토에 살면서 도사 씨(十三氏, 도사 후지와라 씨)를 자칭했다. 도사 씨는 가마쿠라 시대에도 살아 남아 도사 히데나오(十三秀直)의 대인 간키(寬喜) 원년(1229년)에 안도 씨(安東氏) 집안에 멸망당할 때까지 이어졌다.

## 계보
굵은 글자는 당주, 실선은 친자, 점선은 양자입니다.
| 후지와라노 요리토 (藤原頼遠)   | 후지와라노 요리토 (藤原頼遠)   | 후지와라노 요리토 (藤原頼遠)   | 후지와라노 요리토 (藤原頼遠)   | 후지와라노 요리토 (藤原頼遠)   | 후지와라노 요리토 (藤原頼遠)   |                          |                          |                          |                          |                          |                          | 아베노 요리토키 (安倍頼時)    | 아베노 요리토키 (安倍頼時)    | 아베노 요리토키 (安倍頼時)    | 아베노 요리토키 (安倍頼時)    | 아베노 요리토키 (安倍頼時)    | 아베노 요리토키 (安倍頼時)    |                            |                            |                            |                            |                            |                            |                                |                                |                                |                                |                                |                                |                 |                 |                 |                 |                 |                 |                          |                          |                          |                          |                          |                          |  |  |  |  |  |  |  |  |  |  |  |  |  |  |  |  |
| 후지와라노 요리토 (藤原頼遠)   | 후지와라노 요리토 (藤原頼遠)   | 후지와라노 요리토 (藤原頼遠)   | 후지와라노 요리토 (藤原頼遠)   | 후지와라노 요리토 (藤原頼遠)   | 후지와라노 요리토 (藤原頼遠)   |                          |                          |                          |                          |                          |                          | 아베노 요리토키 (安倍頼時)    | 아베노 요리토키 (安倍頼時)    | 아베노 요리토키 (安倍頼時)    | 아베노 요리토키 (安倍頼時)    | 아베노 요리토키 (安倍頼時)    | 아베노 요리토키 (安倍頼時)    |                            |                            |                            |                            |                            |                            |                                |                                |                                |                                |                                |                                |                 |                 |                 |                 |                 |                 |                          |                          |                          |                          |                          |                          |  |  |  |  |  |  |  |  |  |  |  |  |  |  |  |  |
| 후지와라노 쓰네키요 (藤原経清) | 후지와라노 쓰네키요 (藤原経清) | 후지와라노 쓰네키요 (藤原経清) | 후지와라노 쓰네키요 (藤原経清) | 후지와라노 쓰네키요 (藤原経清) | 후지와라노 쓰네키요 (藤原経清) |                          |                          |                          |                          |                          |                          | 유카이치노 마에(有加一乃末陪) | 유카이치노 마에(有加一乃末陪) | 유카이치노 마에(有加一乃末陪) | 유카이치노 마에(有加一乃末陪) | 유카이치노 마에(有加一乃末陪) | 유카이치노 마에(有加一乃末陪) |                            |                            |                            |                            |                            |                            | 기요하라노 다케사다 (清原武貞) | 기요하라노 다케사다 (清原武貞) | 기요하라노 다케사다 (清原武貞) | 기요하라노 다케사다 (清原武貞) | 기요하라노 다케사다 (清原武貞) | 기요하라노 다케사다 (清原武貞) |                 |                 |                 |                 |                 |                 | 딸                       | 딸                       | 딸                       | 딸                       | 딸                       | 딸                       |  |  |  |  |  |  |  |  |  |  |  |  |  |  |  |  |
| 후지와라노 쓰네키요 (藤原経清) | 후지와라노 쓰네키요 (藤原経清) | 후지와라노 쓰네키요 (藤原経清) | 후지와라노 쓰네키요 (藤原経清) | 후지와라노 쓰네키요 (藤原経清) | 후지와라노 쓰네키요 (藤原経清) |                          |                          |                          |                          |                          |                          | 유카이치노 마에(有加一乃末陪) | 유카이치노 마에(有加一乃末陪) | 유카이치노 마에(有加一乃末陪) | 유카이치노 마에(有加一乃末陪) | 유카이치노 마에(有加一乃末陪) | 유카이치노 마에(有加一乃末陪) |                            |                            |                            |                            |                            |                            | 기요하라노 다케사다 (清原武貞) | 기요하라노 다케사다 (清原武貞) | 기요하라노 다케사다 (清原武貞) | 기요하라노 다케사다 (清原武貞) | 기요하라노 다케사다 (清原武貞) | 기요하라노 다케사다 (清原武貞) |                 |                 |                 |                 |                 |                 | 딸                       | 딸                       | 딸                       | 딸                       | 딸                       | 딸                       |  |  |  |  |  |  |  |  |  |  |  |  |  |  |  |  |
|                                |                                |                                |                                |                                |                                |                          |                          |                          |                          |                          |                          |                               |                               |                               |                               |                               |                               |                            |                            |                            |                            |                            |                            |                                |                                |                                |                                |                                |                                |                 |                 |                 |                 |                 |                 |                          |                          |                          |                          |                          |                          |  |  |  |  |  |  |  |  |  |  |  |  |  |  |  |  |
|                                |                                |                                |                                |                                |                                |                          |                          |                          |                          |                          |                          |                               |                               |                               |                               |                               |                               |                            |                            |                            |                            |                            |                            |                                |                                |                                |                                |                                |                                |                 |                 |                 |                 |                 |                 |                          |                          |                          |                          |                          |                          |  |  |  |  |  |  |  |  |  |  |  |  |  |  |  |  |
|                                |                                |                                |                                |                                |                                | 기요히라 (清衡)          | 기요히라 (清衡)          | 기요히라 (清衡)          | 기요히라 (清衡)          | 기요히라 (清衡)          | 기요히라 (清衡)          | 기요히라                      | 기요히라                      | 기요히라                      | 기요히라                      | 기요히라                      | 기요히라                      | 이에히라 (家衡)            | 이에히라 (家衡)            | 이에히라 (家衡)            | 이에히라 (家衡)            | 이에히라 (家衡)            | 이에히라 (家衡)            |                                |                                |                                |                                |                                |                                | 사네히라 (真衡) | 사네히라 (真衡) | 사네히라 (真衡) | 사네히라 (真衡) | 사네히라 (真衡) | 사네히라 (真衡) |                          |                          |                          |                          |                          |                          |  |  |  |  |  |  |  |  |  |  |  |  |  |  |  |  |
|                                |                                |                                |                                |                                |                                | 기요히라 (清衡)          | 기요히라 (清衡)          | 기요히라 (清衡)          | 기요히라 (清衡)          | 기요히라 (清衡)          | 기요히라 (清衡)          | 기요히라                      | 기요히라                      | 기요히라                      | 기요히라                      | 기요히라                      | 기요히라                      | 이에히라 (家衡)            | 이에히라 (家衡)            | 이에히라 (家衡)            | 이에히라 (家衡)            | 이에히라 (家衡)            | 이에히라 (家衡)            |                                |                                |                                |                                |                                |                                | 사네히라 (真衡) | 사네히라 (真衡) | 사네히라 (真衡) | 사네히라 (真衡) | 사네히라 (真衡) | 사네히라 (真衡) |                          |                          |                          |                          |                          |                          |  |  |  |  |  |  |  |  |  |  |  |  |  |  |  |  |
|                                |                                |                                |                                |                                |                                |                          |                          |                          |                          |                          |                          |                               |                               |                               |                               |                               |                               |                            |                            |                            |                            |                            |                            |                                |                                |                                |                                |                                |                                |                 |                 |                 |                 |                 |                 |                          |                          |                          |                          |                          |                          |  |  |  |  |  |  |  |  |  |  |  |  |  |  |  |  |
| 고레쓰네 (惟常)                | 고레쓰네 (惟常)                | 고레쓰네 (惟常)                | 고레쓰네 (惟常)                | 고레쓰네 (惟常)                | 고레쓰네 (惟常)                | 모토히라 (基衡)          | 모토히라 (基衡)          | 모토히라 (基衡)          | 모토히라 (基衡)          | 모토히라 (基衡)          | 모토히라 (基衡)          | 기요쓰나 (清綱)               | 기요쓰나 (清綱)               | 기요쓰나 (清綱)               | 기요쓰나 (清綱)               | 기요쓰나 (清綱)               | 기요쓰나 (清綱)               | 마사히라 (正衡)            | 마사히라 (正衡)            | 마사히라 (正衡)            | 마사히라 (正衡)            | 마사히라 (正衡)            | 마사히라 (正衡)            |                                |                                |                                |                                |                                |                                |                 |                 |                 |                 |                 |                 |                          |                          |                          |                          |                          |                          |  |  |  |  |  |  |  |  |  |  |  |  |  |  |  |  |
| 고레쓰네 (惟常)                | 고레쓰네 (惟常)                | 고레쓰네 (惟常)                | 고레쓰네 (惟常)                | 고레쓰네 (惟常)                | 고레쓰네 (惟常)                | 모토히라 (基衡)          | 모토히라 (基衡)          | 모토히라 (基衡)          | 모토히라 (基衡)          | 모토히라 (基衡)          | 모토히라 (基衡)          | 기요쓰나 (清綱)               | 기요쓰나 (清綱)               | 기요쓰나 (清綱)               | 기요쓰나 (清綱)               | 기요쓰나 (清綱)               | 기요쓰나 (清綱)               | 마사히라 (正衡)            | 마사히라 (正衡)            | 마사히라 (正衡)            | 마사히라 (正衡)            | 마사히라 (正衡)            | 마사히라 (正衡)            |                                |                                |                                |                                |                                |                                |                 |                 |                 |                 |                 |                 |                          |                          |                          |                          |                          |                          |  |  |  |  |  |  |  |  |  |  |  |  |  |  |  |  |
|                                |                                |                                |                                |                                |                                |                          |                          |                          |                          |                          |                          |                               |                               |                               |                               |                               |                               |                            |                            |                            |                            |                            |                            |                                |                                |                                |                                |                                |                                |                 |                 |                 |                 |                 |                 |                          |                          |                          |                          |                          |                          |  |  |  |  |  |  |  |  |  |  |  |  |  |  |  |  |
| 히데히라 (秀衡)                | 히데히라 (秀衡)                | 히데히라 (秀衡)                | 히데히라 (秀衡)                | 히데히라 (秀衡)                | 히데히라 (秀衡)                | 도사 히데요시 (十三秀栄) | 도사 히데요시 (十三秀栄) | 도사 히데요시 (十三秀栄) | 도사 히데요시 (十三秀栄) | 도사 히데요시 (十三秀栄) | 도사 히데요시 (十三秀栄) | 히즈메 도시히라 (樋爪俊衡)    | 히즈메 도시히라 (樋爪俊衡)    | 히즈메 도시히라 (樋爪俊衡)    | 히즈메 도시히라 (樋爪俊衡)    | 히즈메 도시히라 (樋爪俊衡)    | 히즈메 도시히라 (樋爪俊衡)    | 히즈메 히데히라 (樋爪季衡) | 히즈메 히데히라 (樋爪季衡) | 히즈메 히데히라 (樋爪季衡) | 히즈메 히데히라 (樋爪季衡) | 히즈메 히데히라 (樋爪季衡) | 히즈메 히데히라 (樋爪季衡) | 오토나코 (乙和子)              | 오토나코 (乙和子)              | 오토나코 (乙和子)              | 오토나코 (乙和子)              | 오토나코 (乙和子)              | 오토나코 (乙和子)              |                 |                 |                 |                 |                 |                 | 사토 모토하루 (佐藤基治) | 사토 모토하루 (佐藤基治) | 사토 모토하루 (佐藤基治) | 사토 모토하루 (佐藤基治) | 사토 모토하루 (佐藤基治) | 사토 모토하루 (佐藤基治) |  |  |  |  |  |  |  |  |  |  |  |  |  |  |  |  |
| 히데히라 (秀衡)                | 히데히라 (秀衡)                | 히데히라 (秀衡)                | 히데히라 (秀衡)                | 히데히라 (秀衡)                | 히데히라 (秀衡)                | 도사 히데요시 (十三秀栄) | 도사 히데요시 (十三秀栄) | 도사 히데요시 (十三秀栄) | 도사 히데요시 (十三秀栄) | 도사 히데요시 (十三秀栄) | 도사 히데요시 (十三秀栄) | 히즈메 도시히라 (樋爪俊衡)    | 히즈메 도시히라 (樋爪俊衡)    | 히즈메 도시히라 (樋爪俊衡)    | 히즈메 도시히라 (樋爪俊衡)    | 히즈메 도시히라 (樋爪俊衡)    | 히즈메 도시히라 (樋爪俊衡)    | 히즈메 히데히라 (樋爪季衡) | 히즈메 히데히라 (樋爪季衡) | 히즈메 히데히라 (樋爪季衡) | 히즈메 히데히라 (樋爪季衡) | 히즈메 히데히라 (樋爪季衡) | 히즈메 히데히라 (樋爪季衡) | 오토나코 (乙和子)              | 오토나코 (乙和子)              | 오토나코 (乙和子)              | 오토나코 (乙和子)              | 오토나코 (乙和子)              | 오토나코 (乙和子)              |                 |                 |                 |                 |                 |                 | 사토 모토하루 (佐藤基治) | 사토 모토하루 (佐藤基治) | 사토 모토하루 (佐藤基治) | 사토 모토하루 (佐藤基治) | 사토 모토하루 (佐藤基治) | 사토 모토하루 (佐藤基治) |  |  |  |  |  |  |  |  |  |  |  |  |  |  |  |  |
|                                |                                |                                |                                |                                |                                |                          |                          |                          |                          |                          |                          |                               |                               |                               |                               |                               |                               |                            |                            |                            |                            |                            |                            |                                |                                |                                |                                |                                |                                |                 |                 |                 |                 |                 |                 |                          |                          |                          |                          |                          |                          |  |  |  |  |  |  |  |  |  |  |  |  |  |  |  |  |
|                                |                                |                                |                                |                                |                                |                          |                          |                          |                          |                          |                          |                               |                               |                               |                               |                               |                               |                            |                            |                            |                            |                            |                            |                                |                                |                                |                                |                                |                                |                 |                 |                 |                 |                 |                 |                          |                          |                          |                          |                          |                          |  |  |  |  |  |  |  |  |  |  |  |  |  |  |  |  |
| 구니히라 (国衡)                | 구니히라 (国衡)                | 구니히라 (国衡)                | 구니히라 (国衡)                | 구니히라 (国衡)                | 구니히라 (国衡)                | 야스히라 (泰衡)          | 야스히라 (泰衡)          | 야스히라 (泰衡)          | 야스히라 (泰衡)          | 야스히라 (泰衡)          | 야스히라 (泰衡)          | 다다히라 (忠衡)               | 다다히라 (忠衡)               | 다다히라 (忠衡)               | 다다히라 (忠衡)               | 다다히라 (忠衡)               | 다다히라 (忠衡)               | 다카히라 (高衡)            | 다카히라 (高衡)            | 다카히라 (高衡)            | 다카히라 (高衡)            | 다카히라 (高衡)            | 다카히라 (高衡)            | 미치히라 (通衡)                | 미치히라 (通衡)                | 미치히라 (通衡)                | 미치히라 (通衡)                | 미치히라 (通衡)                | 미치히라 (通衡)                | 요리히라 (頼衡) | 요리히라 (頼衡) | 요리히라 (頼衡) | 요리히라 (頼衡) | 요리히라 (頼衡) | 요리히라 (頼衡) |                          |                          |                          |                          |                          |                          |  |  |  |  |  |  |  |  |  |  |  |  |  |  |  |  |

## 같이 보기
- 전9년의 역·후3년의 역

### 이설
1. ↑  다만 난의 주모자였던 다다쓰네의 아들들의 경우는 죄를 받은 흔적이 보이지 않는다. 때문에 요리토오가 난에 연좌되어 좌천되는 일은 있을 수 없다는 반론이 있다.
2. ↑  이러한 오슈 후지와라 씨 독자 정권의 구조는 훗날 가마쿠라 막부에도 영향을 주었다는 해석도 있다.
3. ↑  모쓰지의 본존으로 삼고자 약사여래상을 불사 운케이(雲慶)에게 부탁했는데, 완성된 불상의 훌륭함에 감탄한 나머지 그것을 빼돌린 도바인이 자신이 건립한 사원의 본존에 그 약사여래상을 모셨을 정도라고 한다.

### 설명
1. ↑  헤이안 시대에 설치된 영외관(令外官)의 하나. 주로 대궐 수리 및 축조를 맡았다. 고닌(弘仁) 9년(818년)에 사가 천황(嵯峨天皇)에 의해 기존의 율령제에 존재하던 목공료(木工寮)의 업무 가운데 대궐 축조만 따로 분리시켜 신설하였다. 덴초(天長) 3년(826년)에 목공료에 도로 합쳐졌다가 간표(寬平) 2년(890년)에 다시 설치되었다.
2. ↑  고후쿠지는 후지와라 집안이 발원하여 세운 씨사(氏寺)로 셋칸케 일족의 명복을 빌기 위한 곳이었다.
3. ↑  인세이를 행하는 상황을 인(院)이라 칭하고 인세이의 중추관청을 인쵸(院廳)라 한다.
4. ↑  지금의 일본 후쿠시마시(福島市) 이이자카 온천 부근으로 현재 다테 산 공원.
5. ↑  주손지 소장 「감지금은자교서 일체경 대품경 권22」(紺紙金銀字交書一切経大品経　巻二十二)의 오서(奥書)에서 겐에이(元永) 2년(1119년) 당시 기요히라에게는 6남 3녀의 자식이 있었음을 알 수 있다.